# Workers’ Indoor Arena

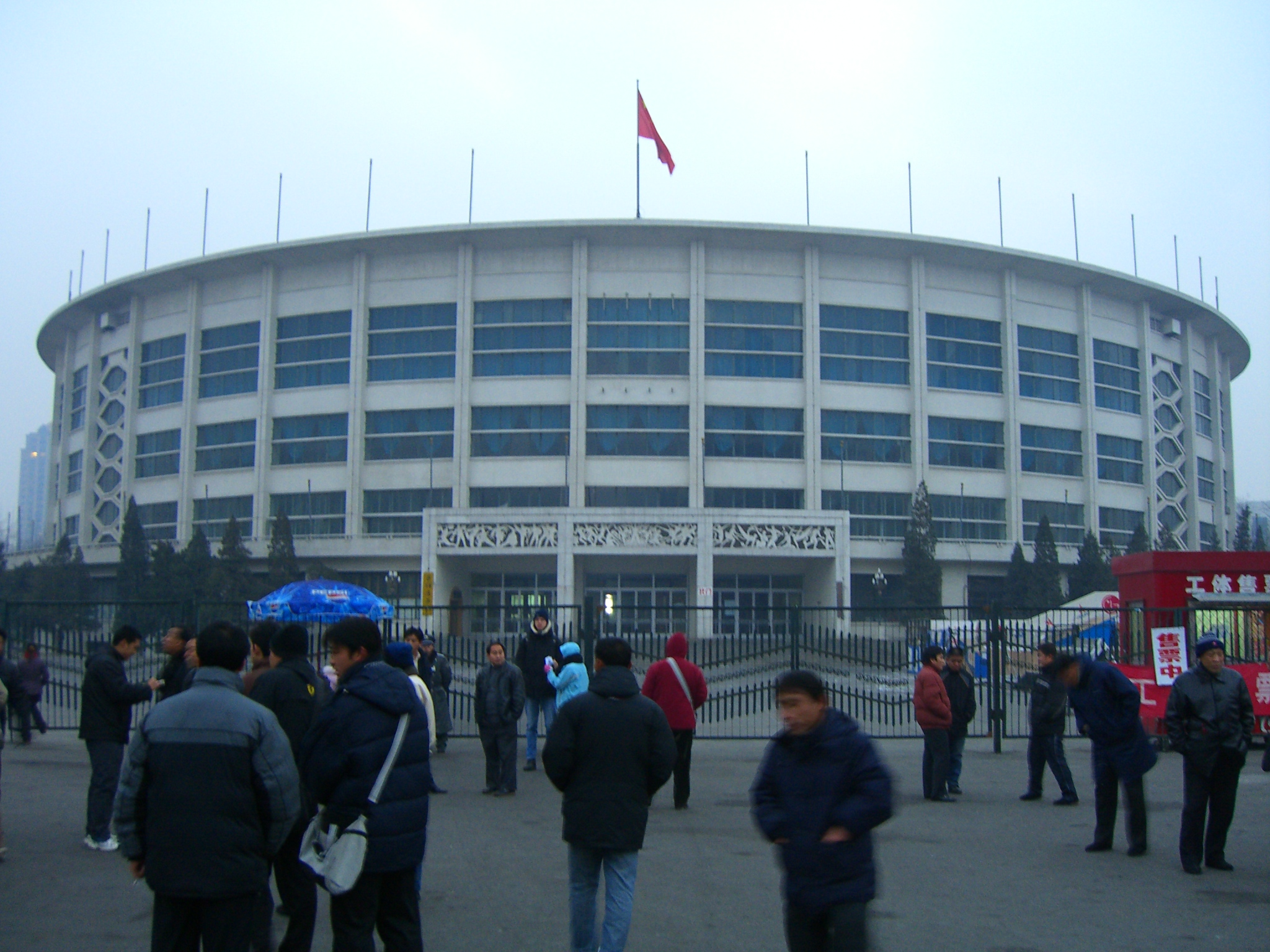
Gebäude

Die Workers’ Indoor Arena, auch bekannt als Beijing Workers’ Gymnasium, ist eine Sporthalle in China.
Sie liegt westlich vom Arbeiterstadion in Peking.

## Geschichte
Sie wurde für die 26. Tischtennisweltmeisterschaften 1961 eröffnet. Bei den Olympischen Sommerspielen 2008 wurden in der Workers’ Indoor Arena die Boxkämpfe und bei den Sommer-Paralympics die Judobewerbe ausgetragen.

## Daten
Die Sporthalle ist eine von elf in Peking vorhandenen Wettkampfstätten, die für Olympia renoviert und modernisiert wurden. Die Halle hat eine Zuschauerkapazität von 13.000.